# Lachesana perversa
Lachesana perversa är en spindelart som först beskrevs av Jean Victor Audouin 1826.  Lachesana perversa ingår i släktet Lachesana och familjen Zodariidae. Inga underarter finns listade i Catalogue of Life.